# Abagrotis orbis
Abagrotis orbis är en fjärilsart som beskrevs av Augustus Radcliffe Grote 1876. Abagrotis orbis ingår i släktet Abagrotis och familjen nattflyn. Inga underarter finns listade i Catalogue of Life.